# Dálniční křižovatka Deggendorf
Autobahnkreuz Deggendorf (zkráceně též Kreuz Deggendorf; zkratka AK Deggendorf) je křižovatka dálnice A 3 s dálnicí A 92 v Německu. Nachází se ve spolkové zemi Bavorsko u města Deggendorf.

## Poloha
Dálniční křižovatka leží na území města Deggendorf. Je vzdálena zhruba 2 km jihozápadně od středu města. V blízkosti křižovatky se jihozápadním směrem nachází město Plattling. Křižovatka se nachází na rozhraní Hornofalcko-bavorského lesa a Dolnobavorské pahorkatiny a Isarsko-Innské štěrkové plošiny. Je umístěna v těsné blízkosti soutoku řek Dunaje a Isaru, který se nachází východně od křižovatky. Okolí řeky Isaru při jejím ústí do Dunaje tvoří přírodní rezervaci Isarmündung. To, že křižovatka leží mezi dvěma významnými řekami a u jejich soutoku, bylo příčinou, jejímu rozsáhlému zaplavení během povodní v roce 2013.
Nejbližší větší města jsou Regensburg (asi 70 km po dálnici A 3 na severozápad), Passau (asi 50 km po dálnici A 3 na jihovýchod) a München (asi 140 km po dálnici A 92 na jihozápad).

## Popis
Dálniční křižovatka Deggendorf je mimoúrovňová křižovatka dálnice A 3, procházející severozápado-jihovýchodním směrem (Elten - Oberhausen - Köln - Frankfurt am Main - Nürnberg - Passau) a dálnice A 92, procházející západo-východním směrem (München - Landshut - Deggendorf). Současně se na ní kříží i evropská silnice E53, a to jihozápado-severovýchodním směrem, a evropská silnice E56 procházející křižovatkou severozápadním-jihovýchodním směrem. Na dálnici A 3 je křižovatka označena jako sjezd 110 a na dálnici A 92 jako sjezd 24.
Křižovatka je postavena jako čtyřlístková čtyřramenná mimoúrovňová křižovatka.

## Historie výstavby
Ačkoliv se s dnešní dálnicí A 3, coby spojnicí Porýní s jižním Bavorskem a s Rakouskem počítalo již od prvních úvah o vybudování dálniční sítě v Německu, tak o dálniční křižovatce u města Deggendorf se začalo uvažovat až spolu s dálničním tahem spojujícím Mnichov s městy Landshut a Deggendorf. Stavba křižovatky začala v roce 1968 spolu s navazujícím úseky dálnice A 3 (Deggendorf - Hengersberg) a A 92 (Deggendorf - Deggendorf, město). Zcela zprovozněna byla křižovatka v roce 1979.

## Dopravní zatížení
Dálniční křižovatkou Deggendorf projede v průměru 39 200 vozidel denně.